# 도르테 콜로
돌테 콜로(덴마크어: Dorthe Kollo, 1947년 7월 17일 ~ )은 덴마크의 가수, 배우이다.